# Robert Charles Sproul
Robert Charles (R.C.) Sproul, född 13 februari 1939 i Pittsburgh, Pennsylvania, död 14 december 2017 i Altamonte Springs, Florida, var en amerikansk reformert teolog och pastor. Han var grundare och ordförande i Ligonier Ministries (namngivet efter Ligonier Valley utanför Pittsburgh). Sproul kunde höras dagligen på Renewing Your Mind, ett radioprogram som sänds i USA och i 60 andra länder. Ligonier Ministies har flera teologiska konferenser varje år. 
R.C. Sproul var kalvinist i westminsterbekännelsens tradition och skrev en kommentar till westminsterbekännelsen i tre band, Truths We Confess: A Layman's Guide to the Westminster Confession of Faith (P & R Publishing). Saint Andrews Chapel i Sanford, Florida är församlingen där han arbetade som pastor. 
Sproul hade akademiska examina från Westminster College, Pennsylvania (B.A)., 1961), Pittsburgh Theological Seminary (M.Div), 1964), Vrije Universiteit (Fria Universitetet) i Amsterdam (Drs.), 1969), och Whitefield Theological Seminary (Ph.D., 2001). Han undervisade vid många högskolor och pastorsseminarium, bland annat Reformed Theological Seminary i Orlando och Jackson, Mississippi, och Knox Theological Seminary i Ft. Lauderdale, Florida.
Sproul skrev mer än 60 böcker och många artiklar för evangelikala tidskrifter. Han skrev under Chicago-manifestet om Bibelns ofelbarhet 1978, manifestet stöder den traditionella synen på bibelns ofelbarhet. Sproul skrev en kommentar till Chicago-manifestet om Bibelns ofelbarhet med titeln Explaining Inerrancy. Han var också redaktör för Reformation Study Bible. Sprouls verk The Holiness of God anses vara en klassiker i ämnet och hans bok Not a Chance: The Myth of Chance in Modern Science and Cosmology har fått lovord från dem som avvisar den materialism som företräds av vissa inom naturvetenskapen. I Sverige är Sproul kanske mest känd som författare till boken Lär Känna Guds Ord 1984 på förlaget "Det står skrivet" (Knowing Scripture 1977).